# Incognito tournée
Az Incognito tournée Céline Dion kanadai énekesnő québeci koncertkörútja volt 1988. január 11 és 1988. december 18. között. A koncertek során az énekesnő Incognito című albumát népszerűsítette, összesen 75 koncertet adott Québecben.
A turné 1988. január 11-én kezdődött Rouyn-Norandában, a Theatre du Cuivre-ben, ahol Dion hét koncertet adott, majd kettőt Lavalban. A montreali Saint-Denis Theatre-ben 42 alkalommal lépett színpadra február 10-én, április 12-17 között, június 14-19 között, szeptember 21-24 között és december 14-18 között. Az előadott dalok jellemzően az Incognito album dalai voltak, illetve egy egyveleg a Starmania című francia rockoperából. Ezen a turnén ment el először az énekesnő hangja.

## Repertoár
1. That's What Friends Are For
2. Comme un cœur froid
3. Carmen – L'amour est enfant de bohême
4. Ton Visage
5. Love by Another Name
6. Starmania musical egyveleg:
  1. Quand on arrive en ville
  2. Les uns contre les autres
  3. Le monde est stone
  4. Naziland, ce soir on danse
7. Incognito
8. Délivre-moi
9. Lolita (trop jeune pour aimer)
10. D'abord, c'est quoi l'amour?
11. Ne partez pas sans moi

## Turnéhelyszínek
| Időpont              | Város                   | Helyszín             |
| -------------------- | ----------------------- | -------------------- |
| 1988.január 11.      | Rouyn-Noranda           | Theatre du Cuivre    |
| 1988. február 10.    | Montréal                | Theatre Saint-Denis  |
| 1988. április 12.    | Montréal                | Theatre Saint-Denis  |
| 1988. április 17.    | Montréal                | Theatre Saint-Denis  |
| 1988. június 14.     | Montréal                | Theatre Saint-Denis  |
| 1988. június 19.     | Montréal                | Theatre Saint-Denis  |
| 1988. június         | Sainte-Agathe           |                      |
| 1988. augusztus 4.   | Sainte-Agathe-des-Monts |                      |
| 1988. augusztus 17.  | Ottawa                  | National Arts Centre |
| 1988. szeptember 21. | Montréal                | Theatre Saint-Denis  |
| 1988. szeptember 24. | Montréal                | Theatre Saint-Denis  |
| 1988. december 14.   | Montréal                | Theatre Saint-Denis  |
| 1988. december 18.   | Montréal                | Theatre Saint-Denis  |

## Fordítás
Ez a szócikk részben vagy egészben  az   Incognito tournée című angol Wikipédia-szócikk ezen változatának fordításán alapul.  Az eredeti cikk szerkesztőit annak laptörténete sorolja fel. Ez a jelzés csupán a megfogalmazás eredetét és a szerzői jogokat jelzi, nem szolgál a cikkben szereplő információk forrásmegjelöléseként.